# Favières (Eure-et-Loir)
Favières ist eine französische Gemeinde mit 625 Einwohnern (Stand: 1. Januar 2022) im Département Eure-et-Loir in der Region Centre-Val de Loire; sie gehört zum Arrondissement Dreux und ist Teil des Kantons Saint-Lubin-des-Joncherets (bis 2015: Kanton Châteauneuf-en-Thymerais). 

## Geographie
Favières liegt etwa 25 Kilometer nordwestlich von Chartres. Umgeben wird Favières von den Nachbargemeinden Thimert-Gâtelles im Norden und Osten, Saint-Arnoult-des-Bois im Südosten und Süden, Billancelles im Süden, Digny im Südwesten und Süden sowie Ardelles im Westen und Nordwesten.

## Bevölkerungsentwicklung
| Jahr                       | 1962 | 1968 | 1975 | 1982 | 1990 | 1999 | 2006 | 2013 | 2020 |
| Einwohner                  | 224  | 186  | 196  | 321  | 362  | 414  | 478  | 597  | 609  |
| Quellen: Cassini und INSEE |      |      |      |      |      |      |      |      |      |

## Sehenswürdigkeiten
- Kirche Saint-Martin aus dem 12. Jahrhundert, Umbauten aus dem 16. Jahrhundert

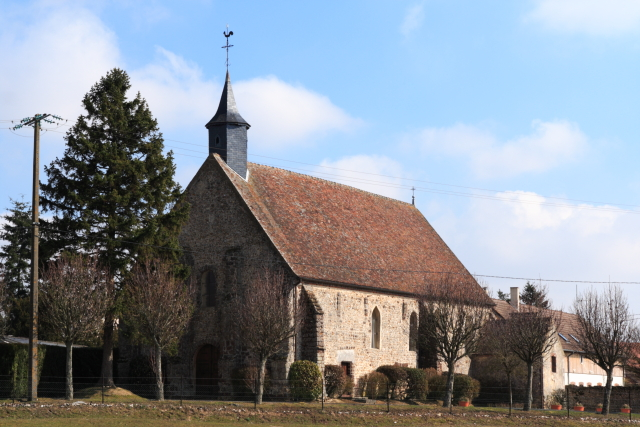
Kirche Saint-Martin